# Jameson Tower
De Jameson Tower is een uitzichttoren in Dublin.

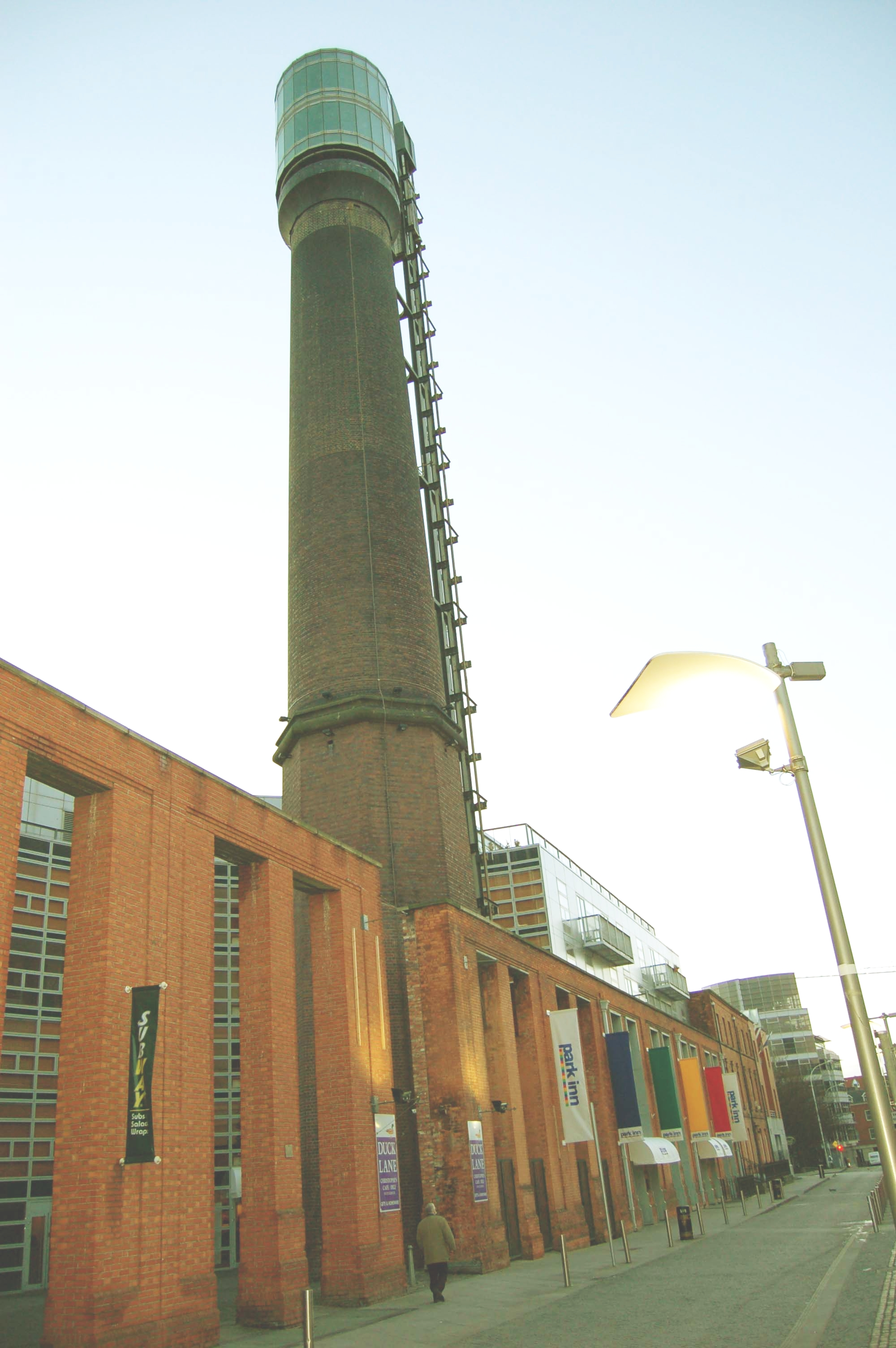

De Jameson Tower is gemaakt van de bakstenen schoorsteen van de voormalige distilleerderij van Jameson. Hij staat bekend als 'The Chimney', de schoorsteen, is ongeveer 60 meter hoog. Het is bewaard gebleven nadat de Jameson distilleerderij grotendeels werd afgebroken en voorzien van een uitkijkpunt bovenop. Het geeft een weids uitzicht over de stad Dublin, de Wicklow Mountains en het schiereiland Howth. De toren kan bezocht worden via een trappenhuis dat toegankelijk is via het aanpalende hotel.  